# Патриарх Евтимий (булевард в София)
 Тази статия е за булеварда в София.  За други значения вижте Патриарх Евтимий (пояснение).  
„Патриарх Евтимий“ е сред основните централни булеварди в центъра на София. Наречен е на българския патриарх от XIV век Евтимий Търновски, почитан като светец.
Булевардът се простира от пресечката си с бул. „Васил Левски“ и ул. „Граф Игнатиев“ при паметника на Патриарх Евтимий до булевардите „Прага“, „Христо Ботев“ и „Ген. Михаил Д. Скобелев“ на Петте кьошета. Други по-важни пресечки са улица „Георги С. Раковски“, булевард „Фритьоф Нансен“ и булевард „Витоша“. „Патриарх Евтимий“ е и единственият софийски булевард, който по цялото си протежение е изцяло еднопосочен – движението е само в посока от улица „Граф Игнатиев“ към Петте кьошета.
Архитектурата на сградите на „Патриарх Евтимий“ е в типичния софийски стил архитектура от 30-те и 40-те години на 20 век – предимно 6-етажни жилищни кооперации със сериозни фасади, изравнени корнизи и сравнително просторни и високи жилища.

## История
Булевардът претърпява реконструкция в края на 70-те години на 20 век във връзка с изграждането на Народния дворец на културата и прилежащия към него парк. Дотогава между улица „Фритьоф Нансен“ и булевард „Витоша“ и в дълбочина до булевард „Скобелев“ (днес този участък преминава под земята в автомобилен тунел) е разположен парк, ограден с висок зид. Самият той е изграден върху някогашните казарми на Шести пехотен търновски полк. По това време близо до мястото на сегашния паметник „1300 години България“ са разположени паметни плочи с имената на загиналите през войните от софийските полкове, които са преместени на неизвестно място при реконструкцията.
До реконструкцията от 70-те години западната част на „Патриарх Евтимий“ е изградена като класически булевард със средна озеленена ивица и едроразмерни дървета. До края на 60-те години на 20 век, вечер, когато цистерните с вода минават и мият булеварда, поливачите отделят специално внимание на поливането на дърветата и зелената ивица. Булевардът е с двупосочно движение до средата на 90-те години на 20 век, когато движението по него става еднопосочно – от ул. „Граф Игнатиев“ към булевард „Прага“.
През 2016 година по протежението на булеварда започва строителство на метростанция "НДК II" между бул. "Витоша" и ул. "Княз Борис I" и на метростанция "Св. Патриарх Евтимий" между ул. "Граф Игнатиев" и ул. "Хан Крум". Третата линия на софийското метрото официално отваря на 26.08.2020.

## Градски транспорт
Характерният градски транспорт още от 30-те години на 20 век е тролейбусна линия 1 (Единицата), която и днес минава по булеварда, а сега освен нея по целия булевард се движат също и тролейбусни линии 2, 5, 7 и 8, като в участъка между пресечката с улица „Георги Раковски“ и Петте кьошета минава и тролейбусна линия 9. 

## Известни сгради и паметници
- Северна страна:
  - Паметникът на Патриарх Евтимий „Защитникътъ на Търновградъ“, автор: проф. Марко Марков.
  - Софийски нотариат (№2) – паметник на културата от национално значение; построен през 1899 година по проект на арх. Петко Момчилов за жилище на брат му Михаил Момчилов; по-късно в сградата се помещава търговското представителство на Съветския съюз.
  - На източния ъгъл с булевард „Витоша“ се намира Накашевата аптека (по-късно станала известна само като Аптеката), която през 1996 г. е реконструирана и вече се използва за други цели. Мястото пред нея е популярно място за срещи и други събития.
  - Църквата „Свети Георги“ (№ 90), разположена в малък парк; завършена през 1909 година, с автор Алекси Начев.

- Южна страна:
  - Кино Одеон – бившето филмотечно кино Дружба, което е първата софийска сграда, различна от т. нар. сталинска архитектура след Втората световна война. Особеност на киното е, че излъчва най-вече черно-бели архивни филми.
  - 9-а Френска езикова гимназия „Алфонс дьо Ламартин“;
  - Първа градска болница;
  - На източния ъгъл с улица „Фритьоф Нансен“ през 80-те години на 20 век се намира заведението „Кравай“, където по това време се събира част от софийските „ъндърграунд“ среди;
  - Между бул. „Фритьоф Нансен“ и бул. „Витоша“ булевардът граничи от южната си страна с парка пред Националния дворец на културата.